# Jan Antoon Labare
Jan Antoon Labare (Brugge, 1695 – aldaar, ca. 1748) was een Vlaams schrijver van toneelstukken.

## Levensloop
Labare was een ambachtsman en rederijker. De paar toneelstukken die van hem zijn bewaard, waren op rijm geschreven.
Zijn Konst der poëzie was een vertaling van de befaamde Art poétique (1674) van de Franse dichter Nicolas Boileau. Labare beheerste dus het Frans, naast het 'Nederduits'.

## Publicaties
- Konst der poëzie in Nederduytsche veirzen, 1721.
- De trauwe van Maria de Valois, princesse van Bourgogne en vrauwe van de seventhien Nederlandsche Provinciën, blij eindigend treurspel, 1727.
- Christelijke bemerkinghe op de doodt (...). Kruistocht door Diederik van Elsatien grave van Vlaenderen en Ludovicus den Goeden, koninck van Vrankryk, blij eindigend treurspel, 1741.